# گرینویچ (یوتا)
گرینویچ (به انگلیسی: Greenwich) یک منطقهٔ مسکونی در ایالات متحده آمریکا است که در شهرستان پیوتی، یوتا واقع شده‌است. گرینویچ ۲٬۰۸۹٫۱۲ متر بالاتر از سطح دریا واقع شده‌است.